# 이주섬

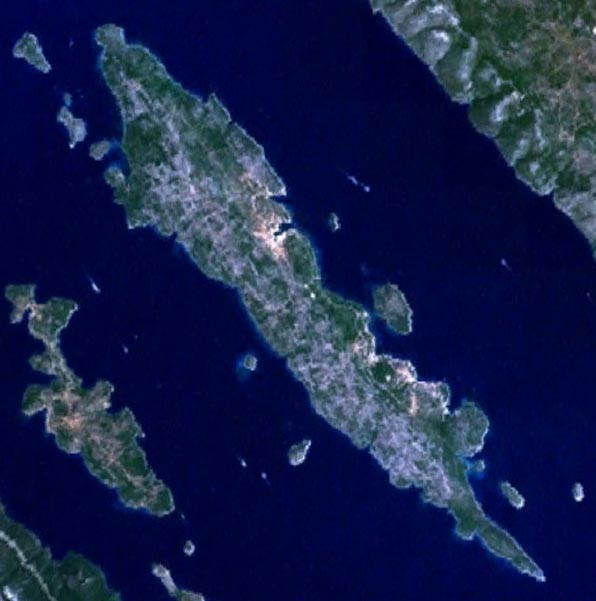
이주섬 위성사진

이주섬(크로아티아어: Iž, 이탈리아어: Eso, 독일어: Ese)은 아드리아해에 위치한 크로아티아의 섬으로 면적은 17.59km2, 인구는 615명(2011년 기준)이다. 행정 구역상으로는 자다르주에 속하며 우글랸섬의 북동쪽, 두기오토크섬의 남서쪽에 위치한다. 섬의 지형은 대부분 석회암, 백운암이 혼합된 지형을 띠고 있다. 세일링, 어업, 올리브 재배, 도예로 유명한 섬이다.